# Selección femenina de fútbol de las Islas Salomón
La selección femenina de fútbol de las Islas Salomón es el equipo representativo de dicho país. Su organización está a cargo de la Federación de Fútbol de las Islas Salomón, perteneciente a la OFC y la FIFA.

## Últimos y próximos encuentros
Actualizado al último partido jugado el 19 de febrero de 2024
| Fecha      | Ciudad  | Local              | Resultado | Visitante     | Competición                      |
| ---------- | ------- | ------------------ | --------- | ------------- | -------------------------------- |
| 18-11-2023 | Honiara | Vanuatu            | 0:1       | Islas Salomón | Juegos del Pacífico 2023         |
| 24-11-2023 | Honiara | Fiyi               | 4:1       | Islas Salomón | Juegos del Pacífico 2023         |
| 28-11-2023 | Honiara | Islas Salomón      | 1:0       | Tonga         | Juegos del Pacífico 2023         |
| 30-11-2023 | Honiara | Vanuatu            | 2:1       | Islas Salomón | Juegos del Pacífico 2023         |
| 07-02-2024 | Apia    | Papúa Nueva Guinea | 1:1       | Islas Salomón | Torneo Preolímpico Femenino 2024 |
| 10-02-2024 | Apia    | Samoa Americana    | 1:7       | Islas Salomón | Torneo Preolímpico Femenino 2024 |
| 13-02-2024 | Apia    | Islas Salomón      | 3:1       | Fiyi          | Torneo Preolímpico Femenino 2024 |
| 15-02-2024 | Apia    | Islas Salomón      | 2:0       | Samoa         | Torneo Preolímpico Femenino 2024 |
| 19-02-2024 | Apia    | Islas Salomón      | 1:11      | Nueva Zelanda | Torneo Preolímpico Femenino 2024 |

## Estadísticas

### Copa Mundial Femenina de Fútbol
| Copa Mundial Femenina de Fútbol | Copa Mundial Femenina de Fútbol | Copa Mundial Femenina de Fútbol | Copa Mundial Femenina de Fútbol | Copa Mundial Femenina de Fútbol | Copa Mundial Femenina de Fútbol | Copa Mundial Femenina de Fútbol | Copa Mundial Femenina de Fútbol | Copa Mundial Femenina de Fútbol | Copa Mundial Femenina de Fútbol |
| Año                             | Ronda                           | Pos.                            | J                               | G                               | E                               | P                               | GF                              | GC                              | DG                              |
| ------------------------------- | ------------------------------- | ------------------------------- | ------------------------------- | ------------------------------- | ------------------------------- | ------------------------------- | ------------------------------- | ------------------------------- | ------------------------------- |
| 1991                            | No existía la selección         | No existía la selección         | No existía la selección         | No existía la selección         | No existía la selección         | No existía la selección         | No existía la selección         | No existía la selección         | No existía la selección         |
| 1995                            | No existía la selección         | No existía la selección         | No existía la selección         | No existía la selección         | No existía la selección         | No existía la selección         | No existía la selección         | No existía la selección         | No existía la selección         |
| 1999                            | No existía la selección         | No existía la selección         | No existía la selección         | No existía la selección         | No existía la selección         | No existía la selección         | No existía la selección         | No existía la selección         | No existía la selección         |
| 2003                            | No existía la selección         | No existía la selección         | No existía la selección         | No existía la selección         | No existía la selección         | No existía la selección         | No existía la selección         | No existía la selección         | No existía la selección         |
| 2007                            | No clasificó                    | No clasificó                    | No clasificó                    | No clasificó                    | No clasificó                    | No clasificó                    | No clasificó                    | No clasificó                    | No clasificó                    |
| 2011                            | No clasificó                    | No clasificó                    | No clasificó                    | No clasificó                    | No clasificó                    | No clasificó                    | No clasificó                    | No clasificó                    | No clasificó                    |
| 2015                            | No participó                    | No participó                    | No participó                    | No participó                    | No participó                    | No participó                    | No participó                    | No participó                    | No participó                    |
| 2019                            | No clasificó                    | No clasificó                    | No clasificó                    | No clasificó                    | No clasificó                    | No clasificó                    | No clasificó                    | No clasificó                    | No clasificó                    |
| 2023                            | No clasificó                    | No clasificó                    | No clasificó                    | No clasificó                    | No clasificó                    | No clasificó                    | No clasificó                    | No clasificó                    | No clasificó                    |
| 2027                            | Por disputarse                  | Por disputarse                  | Por disputarse                  | Por disputarse                  | Por disputarse                  | Por disputarse                  | Por disputarse                  | Por disputarse                  | Por disputarse                  |
| Total                           | 0/9                             | -                               | -                               | -                               | -                               | -                               | -                               | -                               | -                               |

### Copa de Naciones de la OFC
| Copa de Naciones de la OFC | Copa de Naciones de la OFC | Copa de Naciones de la OFC | Copa de Naciones de la OFC | Copa de Naciones de la OFC | Copa de Naciones de la OFC | Copa de Naciones de la OFC | Copa de Naciones de la OFC | Copa de Naciones de la OFC | Copa de Naciones de la OFC |
| Año                        | Ronda                      | Pos.                       | J                          | G                          | E                          | P                          | GF                         | GC                         | DG                         |
| -------------------------- | -------------------------- | -------------------------- | -------------------------- | -------------------------- | -------------------------- | -------------------------- | -------------------------- | -------------------------- | -------------------------- |
| 1983                       | No existía la selección    | No existía la selección    | No existía la selección    | No existía la selección    | No existía la selección    | No existía la selección    | No existía la selección    | No existía la selección    | No existía la selección    |
| 1986                       | No existía la selección    | No existía la selección    | No existía la selección    | No existía la selección    | No existía la selección    | No existía la selección    | No existía la selección    | No existía la selección    | No existía la selección    |
| 1989                       | No existía la selección    | No existía la selección    | No existía la selección    | No existía la selección    | No existía la selección    | No existía la selección    | No existía la selección    | No existía la selección    | No existía la selección    |
| 1991                       | No existía la selección    | No existía la selección    | No existía la selección    | No existía la selección    | No existía la selección    | No existía la selección    | No existía la selección    | No existía la selección    | No existía la selección    |
| 1994                       | No existía la selección    | No existía la selección    | No existía la selección    | No existía la selección    | No existía la selección    | No existía la selección    | No existía la selección    | No existía la selección    | No existía la selección    |
| 1998                       | No existía la selección    | No existía la selección    | No existía la selección    | No existía la selección    | No existía la selección    | No existía la selección    | No existía la selección    | No existía la selección    | No existía la selección    |
| 2003                       | No existía la selección    | No existía la selección    | No existía la selección    | No existía la selección    | No existía la selección    | No existía la selección    | No existía la selección    | No existía la selección    | No existía la selección    |
| 2007                       | Cuarto lugar               | 4.°                        | 3                          | 0                          | 1                          | 2                          | 1                          | 14                         | -13                        |
| 2010                       | Cuarto lugar               | 4.°                        | 5                          | 1                          | 1                          | 3                          | 5                          | 12                         | -7                         |
| 2014                       | No participó               | No participó               | No participó               | No participó               | No participó               | No participó               | No participó               | No participó               | No participó               |
| 2018                       | No clasificó               | No clasificó               | No clasificó               | No clasificó               | No clasificó               | No clasificó               | No clasificó               | No clasificó               | No clasificó               |
| 2022                       | Tercer lugar               | 3.°                        | 5                          | 1                          | 3                          | 1                          | 6                          | 7                          | -1                         |
| Total                      | 3/12                       | 6.°                        | 13                         | 2                          | 5                          | 6                          | 12                         | 33                         | -21                        |

### Juegos Olímpicos
| Juegos Olímpicos | Juegos Olímpicos        | Juegos Olímpicos        | Juegos Olímpicos        | Juegos Olímpicos        | Juegos Olímpicos        | Juegos Olímpicos        | Juegos Olímpicos        | Juegos Olímpicos        | Juegos Olímpicos        |
| Año              | Ronda                   | Pos.                    | J                       | G                       | E                       | P                       | GF                      | GC                      | DG                      |
| ---------------- | ----------------------- | ----------------------- | ----------------------- | ----------------------- | ----------------------- | ----------------------- | ----------------------- | ----------------------- | ----------------------- |
| 1996             | No existía la selección | No existía la selección | No existía la selección | No existía la selección | No existía la selección | No existía la selección | No existía la selección | No existía la selección | No existía la selección |
| 2000             | No existía la selección | No existía la selección | No existía la selección | No existía la selección | No existía la selección | No existía la selección | No existía la selección | No existía la selección | No existía la selección |
| 2004             | No existía la selección | No existía la selección | No existía la selección | No existía la selección | No existía la selección | No existía la selección | No existía la selección | No existía la selección | No existía la selección |
| 2008             | No clasificó            | No clasificó            | No clasificó            | No clasificó            | No clasificó            | No clasificó            | No clasificó            | No clasificó            | No clasificó            |
| 2012             | No clasificó            | No clasificó            | No clasificó            | No clasificó            | No clasificó            | No clasificó            | No clasificó            | No clasificó            | No clasificó            |
| 2016             | No participó            | No participó            | No participó            | No participó            | No participó            | No participó            | No participó            | No participó            | No participó            |
| 2020             | No clasificó            | No clasificó            | No clasificó            | No clasificó            | No clasificó            | No clasificó            | No clasificó            | No clasificó            | No clasificó            |
| 2024             | No clasificó            | No clasificó            | No clasificó            | No clasificó            | No clasificó            | No clasificó            | No clasificó            | No clasificó            | No clasificó            |
| 2028             | Por disputarse          | Por disputarse          | Por disputarse          | Por disputarse          | Por disputarse          | Por disputarse          | Por disputarse          | Por disputarse          | Por disputarse          |
| Total            | 0/9                     | -                       | -                       | -                       | -                       | -                       | -                       | -                       | -                       |

### Juegos del Pacífico
| Juegos del Pacífico | Juegos del Pacífico     | Juegos del Pacífico     | Juegos del Pacífico     | Juegos del Pacífico     | Juegos del Pacífico     | Juegos del Pacífico     | Juegos del Pacífico     | Juegos del Pacífico     | Juegos del Pacífico     |
| Año                 | Ronda                   | Pos.                    | J                       | G                       | E                       | P                       | GF                      | GC                      | DG                      |
| ------------------- | ----------------------- | ----------------------- | ----------------------- | ----------------------- | ----------------------- | ----------------------- | ----------------------- | ----------------------- | ----------------------- |
| 2003                | No existía la selección | No existía la selección | No existía la selección | No existía la selección | No existía la selección | No existía la selección | No existía la selección | No existía la selección | No existía la selección |
| 2007                | Fase de grupos          | 5.°                     | 4                       | 1                       | 1                       | 2                       | 4                       | 8                       | -4                      |
| 2011                | Fase de grupos          | 7.°                     | 4                       | 1                       | 0                       | 3                       | 4                       | 6                       | -2                      |
| 2015                | Fase de grupos          | 7.°                     | 3                       | 0                       | 0                       | 3                       | 2                       | 12                      | -10                     |
| 2019                | Fase de grupos          | 8.°                     | 4                       | 1                       | 0                       | 3                       | 5                       | 9                       | -4                      |
| 2023                | Fase de grupos          | 6.°                     | 4                       | 2                       | 0                       | 2                       | 4                       | 6                       | -2                      |
| Total               | 5/6                     | 9.°                     | 19                      | 5                       | 1                       | 13                      | 19                      | 41                      | -22                     |

### Mini Juegos del Pacífico
| Mini Juegos del Pacífico | Mini Juegos del Pacífico | Mini Juegos del Pacífico | Mini Juegos del Pacífico | Mini Juegos del Pacífico | Mini Juegos del Pacífico | Mini Juegos del Pacífico | Mini Juegos del Pacífico | Mini Juegos del Pacífico | Mini Juegos del Pacífico |
| Año                      | Ronda                    | Pos.                     | J                        | G                        | E                        | P                        | GF                       | GC                       | DG                       |
| ------------------------ | ------------------------ | ------------------------ | ------------------------ | ------------------------ | ------------------------ | ------------------------ | ------------------------ | ------------------------ | ------------------------ |
| 2017                     | Cuarto lugar             | 4.°                      | 3                        | 0                        | 0                        | 3                        | 1                        | 10                       | -9                       |
| Total                    | 1/1                      | 4.°                      | 3                        | 0                        | 0                        | 3                        | 1                        | 10                       | -9                       |

## Palmarés
- Copa de Naciones de la OFC:
  -  Tercer lugar (1): 2022
  -  Cuarto lugar (2): 2007 y 2010

- Mini Juegos del Pacífico:
  -  Cuarto lugar (1): 2017